# 異人族 (電視劇)
《漫威異人族》（英語：Marvel's Inhumans）或簡稱《異人族》（英語：Inhumans），是一部在ABC播出的美國電視劇，改編自漫威漫畫的旗下同名种族。該劇設置於漫威電影宇宙（MCU）中，同時也與其他漫威電影宇宙電視劇共存於共同宇宙。
漫威影業於2011年開始計畫《異人族》的改編電影，並於2014年10月宣布，電影將於2018年11月推出（第三階段）。異人族最初於《神盾局特工》的第二季中提及和出場，但於2016年4月，漫威將電影的上映日從日程表上刪除。11月，宣布《異人族》將推出前兩集以IMAX攝影機拍攝的電視劇，同時也是首部在IMAX銀幕上放映的電視劇。史考特·巴克在下個月加入擔任該劇的節目統籌。
《異人族》的前兩集定於2017年9月1日在IMAX銀幕上首映，上映兩週後，於9月29日在ABC上首播，第一季共8集。本劇受到負面評價和低收視率的影響，ABC於2018年5月正式取消本劇。

## 劇情
故事是以亞提蘭國王黑蝠王及其皇室成員的冒險旅程為主軸。敘述在皇室遭受到由麥西穆斯發起的一場軍事政變後，黑蝠王逃往地球的夏威夷，並與同夥設法必須拯救自己和世界。
- 泰瑞根之霧（Terrigen）

泰瑞根之霧是一種奇異的、自然形成的晶礦，產生於異人城市亞提蘭地底。大約2.5萬年前，異人學者發現：將水晶與適度溫度的水接觸，可以產生一種名為泰瑞根之霧的霧氣；而接觸這種霧氣，可以獲得各種不同的超能力。千百年來，水晶一直由異人族看管，通過接觸霧氣，他們獲得了各種各樣的超能力本領。但長久以來不加控制地接受霧的變異，也使得很多人成為畸形、變成可怕的怪物。因此異人族進行了長期的優生和節育管理，目的是為為解決這個問題，緩解變異的傷害。他們的理論是：只有著完美基因的個體才能接受變異，而那些基因劣質的、或是不成功的變異體將被送到修道院寄養。

## 演員
注：除主演演员贯穿全剧外，客串演员仅出演1、2集，常驻演员为演出3集或以上的演员。

### 主演演員及角色
- 安森·蒙特 飾 黑蝠王（Black Bolt）

黑蝠王是亞提蘭國的國王，只要開口就能發出破壞性的超音速聲波。无意杀害父母后送到隔音室囚禁。由於不能開口說話，平常透過手语与他人交流，妻子梅杜莎負責翻译。製作人表示，由於黑蝠王這個角色不會說話，而他是故事演出的中心，所以在講述他的故事時肯定會面臨挑戰。
- 瑟琳達·史旺 飾 梅杜莎（Medusa）

黑蝠王的妻子以及亞提蘭國的現任女王，他有能力控制和移動她的頭髮。瑟琳達·史旺描述梅杜莎和黑蝠王之間有非常大的依賴關係，梅杜莎的主要責任是為自己沉默的丈夫黑蝠王充當翻譯，幫助黑蝠王創造了他的手語，形成了共生關係，使他們相互交織在一起。她是一個經驗豐富的準封建國家領導人，並負責發布重要的國家決議，以公正與道德緩和國內的各類糾紛。她以保護所有異人為己任，她還是一個優秀的戰士 梅杜莎有著超越常人的體能與反應力。她可以任意控制頭髮的增長速率，並隨意的操控它們的移動，同時她可以讓頭髮達到超越鋼鐵的堅硬程度。即便頭髮被從她的頭上剪掉，她仍然可以保持這種操控。在CGI被添加之前，演員瑟琳達·史旺需要戴着重4磅（1.8公斤）的假髮，更要留意頭髮的擺動。漫畫中梅杜莎的頭髮具有情緒化的，會在各種情況下作出不同動作和反應，例如在公眾場合更加遏制，以免引起他人的注意力。
- 伊萬·瑞恩 飾 麥西穆斯（Maximus）

黑蝠王的弟弟，他有著天才般的智慧和創造力，對亞提蘭國國民有強烈的奉獻精神，並非常渴望成為國王。接觸到泰瑞根之霧之後卻失去了異人族的基因，因而被異人族的族民所忽視。演員伊萬·瑞恩形容，如果麥西穆斯不是黑蝠王的弟弟的話，麥西穆斯根本算不上是什麼，讓人覺得很可惜的。
- 梁肯 飾 卡爾納克（英语：Karnak (comics)）（Karnak）

由於他優良的異人基因，卡納克擁有超越常人的體能、耐力、持久性、靈活性和反應力。不過，卡納克有一種超感覺技能是通過冥想和強化訓練得來，他可以感知應力點、折斷面、以及察覺人或物的弱點。他可以完美的控制自身的大部分肉體機能。他身體任何一個打擊面都非常地堅韌，使得他能夠打壞包括低碳鋼在內的很多堅硬物質，甚至能擊昏很多超能力對手。
- 艾密·伊庫瓦克（英语：Eme Ikwuakor） 飾 戈爾工（Gorgon）

黑蝠王的表弟和亞提蘭皇家衛隊的領導人，他能夠使用牛蹄一様的腳產生地震波。可以輕易的破壞外界的人或物，也可以通過踩踏地面製造地震波。他經常未經思考就行動。
- 伊莎貝爾·柯尼許（英语：Isabelle Cornish） 飾 水晶（Crystal）

梅杜莎的的妹妹以及皇室中最年輕的成員，具有控制元素的能力,地、水、火、氣。水晶處於成長過程，她的多種能力將會漸漸出現。
- 愛倫·沃格洛姆（英语：Ellen Woglom） 飾 露易丝（Louise）

露易丝是一位地球的私人航空航天公司員工，在Callisto航空航天控制中心工作，對於月球有關的空間和事物足滿着好奇。有着令人難以置信的聰明、注專力和熱情。露易丝盲目熱愛着太空和月球，甚至導致她不接觸有關社會的新聞時事。
- 鎖齒狗（以CGI技術呈現[3][4]）

傳送犬鎖齒狗是水晶的貼身同伴，重2000磅（910公斤），有著超強的咬力，甚至強壯的東西都無法把自己的手臂從鎖齒狗關閉的口中掙脫。 鎖齒狗具有心電傳送的本領，他可以把自己或是任何人或物傳送到所有他想去到的地方，包括從月球到地球，甚至是打開不同維度之間的通路，即便是能量屏障這類令多數人困擾的障礙，對他而言似乎也構不成阻礙。他驚人的嗅覺甚至能夠讓他追踪到存在於其他維度的目標。他還可以感應到存在於遙遠地方的危機。牠能夠咀嚼和吞嚥無機物，即便是吞下金屬對他而言也沒有副作用。目前還不清楚這是否是他主要的營養來源，製作人表示以前沒有人在電視劇上做過完整的CG角色，鎖齒狗是第一個，所以對他們所有人都是很大的責任。
- 索娜雅·巴莫爾（英语：Sonya Balmores） 飾 奧蘭（Auran）

麥西穆斯的共犯，在政變時成為了亞提蘭皇家衛隊的新任主管。她是一位強硬、不多廢話的人，具備不論如何都要完成任務的忠城和執着。擁有自愈的能力。

### 客串演员
- 麥克·毛（英语：Mike Moh） 飾 崔坦（Triton）

黑蝠王的表弟，有能力在水下活動，特點是每天都花費三到五個小時打扮。崔坦能夠在水中自由存活，他能以極高的速度在水中游泳，並可以承受巨大的水壓；但他不能自然地呼吸空氣，並且必須不停接觸水才能生存。他抵抗水壓的體質也使得他的抗擊能力得以強化。
- 馬爾科·羅德裡格斯 飾 齊坦（Kitang）

遺傳學家以及遺傳委員會主任。
- 譚雅·克拉克 飾 瑞恩達（Rynda）

黑蝠王和麥西穆斯的母親以及亞提蘭國的前女王。
- 亨利·伊恩·庫西克 飾 埃文・戴克蘭（Evan Declan）

一位已經在研究異人族的地球遺傳學家。

## 回響

### 評價
《異人族》獲得多數電視評論家的差評。於爛番茄的評論中，第一季獲得8%新鮮度、3.43/10分（37位評論家），評論家普遍共識：「《漫威異人族》以無趣地敘事、粗糙的設計、虛弱的人物及破碎的通俗劇情創下漫威電影宇宙水準新低。」於Metacritic的評論中，第一季獲得分27（滿分100分；20位評論家），屬普遍的差評。 大多受影評人和觀眾批評其粗糙的劇情轉折、特效和美術，甚至有人認為這比《鐵拳俠》還差勁。

### 票房
截至2017年9月3日，「第一章」在美國與加拿大取得152萬票房，國外地區獲得110萬票房，全球僅獲285萬票房。

## 集數
| 集數 （季） | 標題                                                 | 導演          | 編劇                      | 首播日期       | 美國收視人數 （百萬） |
| ----------- | ---------------------------------------------------- | ------------- | ------------------------- | -------------- | --------------------- |
| 1           | 意外……異人族 Behold... The Inhumans                  | 羅依·羅尼     | 史考特·巴克               | 2017年9月29日  | 3.72                  |
| 2           | 毀滅我們的叛徒 Those Who Would Destroy Us            | 羅依·羅尼     | 史考特·巴克               | 2017年9月29日  | 3.72                  |
| 3           | 分裂與侵占 Divide and Conquer                        | 克里斯·費雪   | 瑞克·克利夫蘭             | 2017年10月6日  | 2.78                  |
| 4           | 為美杜莎做好的準備 Make Way for... Medusa            | 大衛·史崔登   | 溫蒂·韋斯特               | 2017年10月13日 | 2.30                  |
| 5           | 他們就這樣來了…… Something Inhuman This Way Comes... | 凱文·坦查隆   | 史考特·雷諾斯             | 2017年10月20日 | 1.98                  |
| 6           | 紳士戈爾工 The Gentleman's Name is Gorgon            | 妮莎·哈迪曼   | 查爾斯·墨瑞               | 2017年10月27日 | 2.05                  |
| 7           | 島上的大浩劫 Havoc in the Hidden Land                | 克里斯·費雪   | 昆頓·匹叵斯               | 2017年11月3日  | 1.96                  |
| 8           | 黑蝠王的結果 ...And Finally: Black Bolt              | 比利·吉爾哈特 | 瑞克·克利夫蘭 史考特·巴克 | 2017年11月10日 | 1.95                  |

1. 1 2  前兩集於2017年9月1日在IMAX戲院首映[9]，上映兩星期後，於9月29日在ABC上首播[10]。

## 收視
| 集數 | 標題               | 播出日期       | 收視／份額 （18–49歲） | 收視 （百萬） | DVR （18–49歲） | DVR收視 （百萬） | 加總 （18–49歲） | 總收視 （百萬） |
| ---- | ------------------ | -------------- | ---------------------- | ------------- | --------------- | ---------------- | ---------------- | --------------- |
| 1    | 意外……異人族       | 2017年9月29日  | 0.9/4                  | 3.72          | 0.6             | 1.86             | 1.5              | 5.58            |
| 2    | 毀滅我們的叛徒     | 2017年9月29日  | 0.9/4                  | 3.72          | 0.6             | 1.86             | 1.5              | 5.58            |
| 3    | 分裂與侵占         | 2017年10月6日  | 0.7/3                  | 2.78          | 0.6             | 1.69             | 1.3              | 4.47            |
| 4    | 為美杜莎做好的準備 | 2017年10月13日 | 0.6/3                  | 2.30          | 0.5             | 1.55             | 1.1              | 3.85            |
| 5    | 他們就這樣來了……   | 2017年10月20日 | 0.4/2                  | 1.98          | 0.6             | 1.57             | 1.0              | 3.54            |
| 6    | 紳士戈爾工         | 2017年10月27日 | 0.5/3                  | 2.05          | 0.5             | 1.43             | 1.0              | 3.48            |
| 7    | 島上的大浩劫       | 2017年11月3日  | 0.5/2                  | 1.96          | 0.5             | 1.26             | 1.0              | 3.23            |
| 8    | 黑蝠王的結果       | 2017年11月10日 | 0.5/2                  | 1.95          | 0.5             | 1.41             | 1.0              | 3.36            |

## 外部連結
- 官方网站
- 台灣IMAX官方網站
- 互联网电影数据库（IMDb）上《異人族》的资料（英文）